# 托馬斯·豪伊斯
托馬斯·豪伊斯（Thomas Howes，1986年—）是英國的一位演員和音樂人。他曾就讀於市政廳音樂及戲劇學院。他最著名的作品是在唐頓莊園中飾演William Mason角色。

## 外部連結
- 托馬斯·豪伊斯在互联网电影资料库（IMDb）上的資料（英文）